# Maria Antònia Perelló Femenia
Maria Antònia Perelló Femenia (Inca, Mallorca, 1957) és una escriptora, novel·lista i poeta balear.
Llicenciada en Filologia Catalana per la Universitat de les Illes Balears i doctora en Llengua i Literatura Catalanes amb una tesi titulada Itinerari poètic de Joan Alcover. Vida i obra (UIB, 2010), és autora de diversos estudis sobre literatura. Ha exercit com a professora de Llengua i Literatura Catalanes de Batxillerat.
Ha publicat diverses novel·les: 
- El crepuscle d'un home (2006).
- La venjança del lliri (2015, Premi "Maria Antònia Oliver" Ciutat de Manacor).
- Ocells de pas (2020).

Com a poeta, ha publicat el llibre Rèquiem esfullat (2009).
Ha publicat diversos volums sobre literatura catalana:
- Joan Alcover. El poeta humà colpit per la dissort (2008)[4] (biografia il·lustrada)
- Josep Maria Llompart. Un homenot amb ulls d'infant (2016) (retrat literari)
- El batec humà en els Proverbis i en els Poemes bíblics de Joan Alcover (2018) (estudi)
- Del lirisme de Maria Antònia Salvà a l'epopeia de Guillem Colom (2024)

Ha tengut cura de diversos reculls d'articles de Josep M. Llompart: Els Nostres Escriptors (1996), El llac i la flama (1998) i Paisatges poètics del Romanticisme al Noucentisme (2003).
També ha elaborat les antologies poètiques de Miquel Costa i Llobera La veu de l’inefable (1999), Un vol d’inefable poesia (2003) i Antologia poètica (2005). Igualment, ha tengut cura dels reculls poètics Jardí desolat (2000), de Joan Alcover, Antologia poètica de Miquel Costa i Llobera i Joan Alcover (2004) i Els poetes de l’Escola Mallorquina (2005). Va editrar el volum de poesia De l’Alba al migdia i altres poemaris de Guillem Colom (2013).
A més, ha tengut cura del volum Poesia Completa de Joan Alcover (2006) i de l'edició de Cap al tard, de Joan Alcover (2007) i ha dut a terme l'estudi i l'edició crítica de Tradicions i fantasies, de Miquel Costa i Llobera (2020).
S'ha encarregat de l'edició d'El Prometeu mal encadenat d'André Gide, en traducció de Bartomeu Rosselló-Pòrcel (2018), i és l'autora de l'estudi que acompanya aquesta edició.
Ha publicat la traducció al català de Cartes des del meu molí, d'Alphonse Daudet (2024).
Ha publicat articles a diverses revistes com Estudis Baleàrics, Lluc, El Mirall, Cala Murta, Pissarra, Revista de Catalunya, etc. També ha col·laborat en la redacció de diverses entrades del Nou Diccionari 62 de Literatura Catalana (2002) i al primer volum del llibre Carrers de frontera (2007).
L'any 2015 fou guardonada amb el premi Maria Antònia Oliver de novel·la per La venjança del lliri.
L'any 2024 ha rebut el Premi P. Miquel Colom, de l'Obra Cultural Balear (Inca), per la seva contribució a la cultura catalana.